# Genma Wars
Genma Wars (幻魔大戦, Genma Taisen, lit. "Guerras de Genma") é um mangá de Ficção científica iniciado em 1967. Publicado na Weekly Shōnen Magazine em colaboração do romancista Kazumasa Hirai com o mangaka Shotaro Ishinomori. A primeira parte foi adaptada para o cinema por Rintaro, famoso diretor de Metropolis, com trilha sonora de Keith Emerson e character design de Katsuhiro Otomo, que mais tarde usaria a história como base para Akira, o filme foi exibido no Brasil nos anos 90 pelo Multishow. A segunda adaptação veio em forma de série de TV e foi exibida pelo Animax, com o nome de Ghenma Wars. Apesar de se manter fiel ao material original, a série costuma ser vítima de críticas negativas devido a animação de baixo orçamento.

## Cronologia

### Genma Wars
A história original mostra a Terra sendo invadida por uma entidade devoradora de mundos intitulada Genma. A Princesa Luna então faz contato, através de telepatia, com Vega, que teve seu mundo destruído por Genma. Juntos eles buscam reunir um time de psíquicos para combater a ameaça e com isso conhecem o jovem Jo, que acaba de descobrir ser também um Esper.

### Shinwa Zen'ya no Shō
Após o Armagedom ocorrido no primeiro Genma Taisen, a vida na Terra ressurge em um período caótico onde humanos são tratados como escravos pela tribo Mah e os próprios símios que deram origem a espécie evoluíram e se tornaram parte de uma casta superior. A sociedade antes formada pelos humanos não existe mais, e os gêmeos Rufu e Jin nasceram do cruzamento entre a espécie humana e o rei dos Mah, sendo portanto dotados de incríveis poderes, embora preservem um coração humano.

### Shin Genma Taisen
A história se passa em um universo alternativo e abrange o fim da humanidade segundo Nostradamus, em 1999, e a decadência da civilização. O destino da humanidade está nas mãos da Princesa Beatriz, da Transilvânia, filha da Rainha Luna, que tem a chave para viajar pelo tempo e espaço.